# Parrocchie della diocesi di Carpi
Le parrocchie della diocesi di Carpi sono 38 e sono distribuite in comuni e frazioni appartenenti alla provincia di Modena e alla provincia di Reggio Emilia.
Il territorio è diviso in 7 zone pastorali. Gli abitanti totali della diocesi al 2021 sono 133.931.

## Zona pastorale 1
Comprende le parrocchie del centro storico di Carpi. La popolazione del territorio ammonta a 13.400 unità.
| Parrocchia             | Patrono                  | Comune | Frazione/Quartiere | Popolazione | Web                              |
| ---------------------- | ------------------------ | ------ | ------------------ | ----------- | -------------------------------- |
| Duomo di Carpi         | Santa Maria Assunta      | Carpi  | centro             | 3.700       | https://parrocchiaduomocarpi.it/ |
| San Francesco d'Assisi | San Francesco d'Assisi   | Carpi  | centro             | 5.200       |                                  |
| San Nicolò             | Beata Vergine di Lourdes | Carpi  | centro             | 4.500       |                                  |

## Zona pastorale 2
Comprende le parrocchie del comune di Carpi a sud del centro e della frazione Panzano di Campogalliano. La popolazione del territorio ammonta a 18.900 unità.
| Parrocchia    | Patrono                                           | Comune        | Frazione/Quartiere | Popolazione | Web                                   |
| ------------- | ------------------------------------------------- | ------------- | ------------------ | ----------- | ------------------------------------- |
| Corpus Domini | Solennità del Santissimo Corpo e Sangue di Cristo | Carpi         | Nazioni            | 9.800       | https://www.corpusdominicarpi.online/ |
| Quartirolo    | Nostra Signora della Neve                         | Carpi         | Quartirolo         | 5.500       | www.parquartirolo.it                  |
| Gargallo      | San Lorenzo e Santa Lucia                         | Carpi         | Gargallo           | 1.040       |                                       |
| Panzano       | Purificazione della Beata Vergine                 | Campogalliano | Panzano            | 710         |                                       |
| Santa Croce   | Invenzione della Santa Croce                      | Carpi         | Santa Croce        | 1.850       |                                       |

## Zona pastorale 3
Comprende le parrocchie del comune di Carpi a est del centro e della frazione Limidi di Soliera. La popolazione del territorio ammonta a 13.269 unità.
| Parrocchia             | Patrono                | Comune  | Frazione/Quartiere  | Popolazione | Web                                                     |
| ---------------------- | ---------------------- | ------- | ------------------- | ----------- | ------------------------------------------------------- |
| San Bernardino Realino | San Bernardino Realino | Carpi   | Due Ponti           | 8.000       | https://www.sanbernardinorealino.org/jo3/it/            |
| Cortile                | San Nicola di Bari     | Carpi   | Cortile             | 1.150       |                                                         |
| Limidi                 | San Pietro in Vincoli  | Soliera | Limidi              | 4.000       | https://www.facebook.com/OratorioMariaImmacolataLimidi/ |
| San Martino Secchia    | San Martino            | Carpi   | San Martino Secchia | 119         |                                                         |

## Zona pastorale 4
Comprende le parrocchie del comune di Carpi a nord del centro. La popolazione del territorio ammonta a 31.810 unità.
| Parrocchia             | Patrono                            | Comune | Frazione/Quartiere | Popolazione | Web                                              |
| ---------------------- | ---------------------------------- | ------ | ------------------ | ----------- | ------------------------------------------------ |
| San Giuseppe Artigiano | San Giuseppe artigiano             | Carpi  | Remesina           | 15.500      | http://www.sangiuseppecarpi.it/                  |
| Budrione               | Conversione di San Paolo           | Carpi  | Budrione           | 1.900       | https://www.unitapastoralebfm.it/                |
| Cibeno                 | Sant'Agata vergine e martire       | Carpi  | Cibeno Pile        | 7.500       | https://parrocchiacibenosantagata.wordpress.com/ |
| Fossoli                | Natività della Beata Vergine Maria | Carpi  | Fossoli            | 3.900       | https://www.unitapastoralebfm.it/                |
| Migliarina             | Santa Giulia                       | Carpi  | Migliarina         | 1.000       | https://www.unitapastoralebfm.it/                |
| San Marino             | San Biagio                         | Carpi  | San Marino         | 2.010       |                                                  |

## Zona pastorale 5
Comprende le parrocchie dei comuni di Novi di Modena e Rolo. La popolazione del territorio ammonta a 14.735 unità.
| Parrocchia                 | Patrono                     | Comune         | Frazione/Quartiere         | Popolazione | Web                                 |
| -------------------------- | --------------------------- | -------------- | -------------------------- | ----------- | ----------------------------------- |
| Novi                       | San Michele arcangelo       | Novi di Modena | centro                     | 5.858       | http://www.parrocchiasanmichele.it/ |
| Rolo                       | San Zenone e Santa Vincenza | Rolo           | centro                     | 4.090       | http://www.parrocchiarolo.it/       |
| Rovereto                   | Caterina d'Alessandria      | Novi di Modena | Rovereto sulla Secchia     | 4.037       | http://www.parrocchiarovereto.eu    |
| Sant'Antonio in Mercadello | Sant'Antonio di Padova      | Novi di Modena | Sant'Antonio in Mercadello | 750         |                                     |

## Zona pastorale 6
Comprende le parrocchie del comune di Mirandola. La popolazione del territorio ammonta a 24.120 unità.
| Parrocchia            | Patrono                               | Comune                     | Frazione/Quartiere    | Popolazione | Web                                      |
| --------------------- | ------------------------------------- | -------------------------- | --------------------- | ----------- | ---------------------------------------- |
| Mirandola             | Santa Maria Maggiore                  | Mirandola                  | centro                | 14.490      | https://www.parrocchiamirandola.it/      |
| Cividale              | Arcangelo Michele                     | Mirandola                  | Cividale              | 1.762       | http://www.parrocchiacividale.it/        |
| Mortizzuolo           | San Leonardo Limosino                 | Mirandola e San Felice S/P | Mortizzuolo           | 1.631       | http://www.parrocchiadimortizzuolo.it/   |
| San Giacomo Roncole   | San Filippo e San Giacomo             | Mirandola                  | San Giacomo Roncole   | 960         |                                          |
| San Martino Carano    | San Martino vescovo e confessore      | Mirandola                  | San Martino Carano    | 450         |                                          |
| Santa Giustina Vigona | Santa Giustina vergine e martire      | Mirandola                  | Santa Giustina Vigona | 1.124       |                                          |
| Quarantoli            | Nostra Signora della Neve             | Mirandola                  | Quarantoli            | 1.639       |                                          |
| Gavello               | San Biagio                            | Mirandola                  | Gavello               | 500         | https://parrocchiagavello.wordpress.com/ |
| San Martino Spino     | San Martino vescovo e confessore      | Mirandola                  | San Martino Spino     | 1.150       | https://parrocchiasanmartinospino.com/   |
| Tramuschio            | Visitazione della Beata Vergine Maria | Mirandola                  | Tramuschio            | 414         |                                          |

## Zona pastorale 7
Comprende le parrocchie dei comuni di Concordia sulla Secchia e San Possidonio. La popolazione del territorio ammonta a 12.981 unità.
| Parrocchia     | Patrono                             | Comune                  | Frazione/Quartiere | Popolazione | Web                                  |
| -------------- | ----------------------------------- | ----------------------- | ------------------ | ----------- | ------------------------------------ |
| Concordia      | Conversione di San Paolo apostolo   | Concordia sulla Secchia | centro             | 4.593       | http://www.parrocchiadiconcordia.it/ |
| Fossa          | San Pietro apostolo                 | Concordia sulla Secchia | Fossa              | 1.600       |                                      |
| Santa Caterina | Santa Caterina d'Alessandria        | Concordia sulla Secchia | Santa Caterina     | 627         |                                      |
| San Giovanni   | Madonna di Fátima                   | Concordia sulla Secchia | San Giovanni       | 1.175       |                                      |
| San Possidonio | San Possidonio vescovo e confessore | San Possidonio          | centro             | 3.850       | http://san-possi-messe.website2.me/  |
| Vallalta       | Natività della Beata Vergine Maria  | Concordia sulla Secchia | Vallalta           | 1.136       |                                      |